# Сун Юнь (цзянцзюнь)
Сун Юнь (кит. 松筠; 1752—1835) — китайский чиновник монгольского происхождения, империи Цин. Цзянцзюнь Или (1802—1809, 1813—1815).

## Биография
По происхождению был монголом. Служил в разных должностях империи Цин. Богдыхан Цзяцин назначил его генерал-губернатором Или. Его помощником был Тоцзинь, а также он при своеи наместничестве принял в службу ссыльных ученых как Ван Тинкай, Ци Юньши и Суй Сун изучению края, быта и культуры народов Синьзцзяна и Центральной Азии. В конце жизни был членом Военного совета, шаншу (министром) разных ведомствах империи Цин.